# Tùy, Tùy Châu
Tùy huyện (tiếng Trung: 随县; bính âm: Suí xiàn) là một huyện thuộc địa cấp thị Tùy Châu, tỉnh Hồ Bắc, Trung Quốc. Huyện được thành lập vào tháng 5 năm 2009.

## Hành chính
Huyện Tùy được chia ra làm 19 đơn vị hành chính cấp hương, toàn bộ các đơn vị này đều là trấn.
- Trấn: Lệ Sơn (厉山镇), Cao Thành (高城镇), Ân Điếm (殷店镇), Thảo Điếm (草店镇), Tiểu Lâm (小林镇), Hoài Hà (淮河镇), Vạn Hòa (万和镇), Thượng Thị (尚市镇), Đường Huyện (唐县镇), Ngô Sơn (吴山镇), Tân Nhai (新街镇), An Cư (安居镇), Hoàn Đàm (澴潭镇), Hồng Sơn (洪山镇), Trường Cương (长岗镇), Tam Lý Cương (三里岗镇), Liễu Lâm (柳林镇), Quân Xuyên (均川镇), Vạn Phúc Điếm (万福店镇)